# B-Tight
B-Tight, właściwie Robert Edward Davis (ur. 28 grudnia 1979 w Kalifornii) – niemiecki raper. Znany również jako Der Neger, Bobby Dickm Beattight.

## Dyskografia

### Album

#### Solo
- 2000: Sein Album (MC)
- 2007: Neger Neger (Standard, Premium & Ghetto Edition)
- 2008: Goldständer (Standard, Premium)

#### z Sekte
- 1998: Wissen Flow Talent (Royal TS)
- 1999: Sintflows (Die Sekte)
- 2000: Back in Dissniss (Royal TS)
- 2001: Alles ist die Sekte (A.i.d.S)
- 2001: Das Mic und Ich (A.i.d.S.)
- 2002: Album Nr.3 (Royal TS)
- 2003: Garnich so Schlimm (A.i.d.S.)

### Single
- 2007: Ich Bins
- 2007: Der Coolste
- 2008: Sie Will Mich

### Inne
- 2002: Der Neger In Mir (EP)
- 2005: Heisse Ware (z Tony D) (Mixtape)
- 2006: X-Tasy (EP)
- 2007: Ghetto Romantik (Mixtape)